# Giovanni Ludovico di Nassau-Hadamar
Giovanni Ludovico di Nassau-Hadamar (Dillenburg, 6 agosto 1590 – Hadamar, 10 marzo 1653) fu un figlio di Giovanni VI, conte di Nassau-Dillenburg, e della terza moglie Giovannetta di Sayn-Wittgenstein.
Alla morte del padre nel 1606, i possedimenti di famiglia vennero divisi tra i suoi cinque figli maschi: Guglielmo Luigi ricevette Nassau-Dillenburg, Giovanni ottenne Nassau-Siegen, Giorgio prese Nassau-Beilstein, Ernesto Casimiro ricevette Nassau-Dietz ed infine Giovanni Ludovico ottenne Nassau-Hadamar.

## Matrimonio e discendenza
Nel 1617 Giovanni Ludovico sposò Ursula di Lippe, figlia di Simone VI, conte di Lippe. Ebbero quattordici figli, di cui solo sei sopravvissero fino all'età adulta:
- Giovanna Elisabetta (1619 – 1647), sposò Federico, principe di Anhalt-Harzgerode;
- Sofia Maddalena (1622 – 1658), sposò Luigi Enrico, principe di Nassau-Dillenburg;
- Maurizio Enrico (1626 – 1679), successore del padre;
- Ermanno Ottone (1627 – 1660), canonico a Treviri, Magonza e Colonia;
- Giovanni Ernesto (1631 – 1651), canonico a Colonia e Münster;
- Francesco Bernardo (1637 – 1695), canonico a Colonia.

## Carriera

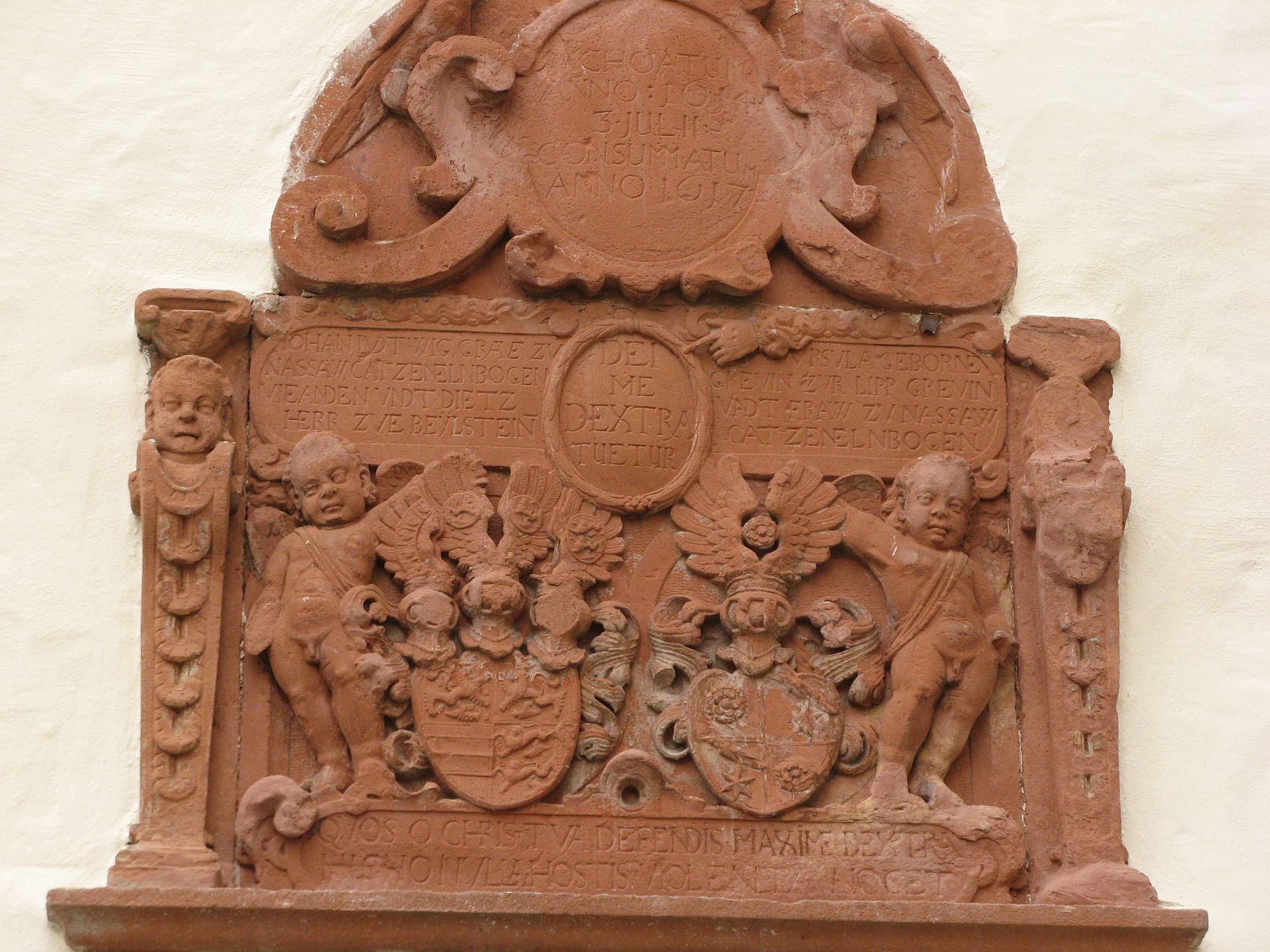
Blasone d'alleanza di Giovanni Ludovico e della moglie Ursula di Lippe sul portale del castello di Hadamar

Quando Giovanni Ludovico aveva 28 anni scoppiò la guerra dei trent'anni. Egli tentò invano di mantenere il Nassau-Hadamar fuori dal conflitto: le sue terre dovettero però sopportare il passaggio di truppe imperiali e protestanti, che si diedero al saccheggio e lasciarono dietro di sé povertà e miseria. Fortemente indebitato, Giovanni Ludovico, nel 1643, fu costretto a vendere Esterau a Peter Melander, conte di Holzappel.
Giovanni Ludovico era stato cresciuto nella fede calvinista, fino a quando, nel 1629, i suoi fratelli lo inviarono come diplomatico a Vienna per negoziare una tregua con l'imperatore Ferdinando II; qui Giovanni Ludovico si convertì al cattolicesimo, sotto l'influenza di Guglielmo Lamormaini. Egli fu inoltre molto apprezzato dall'Imperatore per le sue abilità diplomatiche e nel 1638 condusse a termine con successo i negoziati di pace a Colonia e Münster. Nel 1645 fece parte della delegazione imperiale guidata da Maximilian von und zu Trauttmansdorff che stipulò la Pace di Vestfalia. Nel 1647 Giovanni Ludovico aveva rimpiazzato Trauttmansdorf come capo della delegazione imperiale e fu lui che finalizzò il trattato.
Per questi motivi egli venne ricompensato con l'Ordine del Toson d'oro da parte del re Filippo IV di Spagna.
Ferdinando III, imperatore del Sacro Romano Impero, a fronte dei suoi servigi, lo elevò al rango di principe (Fürst) e gli donò una grossa somma di denaro.

## Ascendenza
|                                     |                                  |                                    | Genitori                   |  |  | Nonni |  |  | Bisnonni                         |  |  | Trisnonni |  |
|                                     |                                  |                                    |                            |  |  |       |  |  | Guglielmo V di Nassau-Dillenburg |  |  | …         |  |
|                                     |                                  |                                    |                            |  |  |       |  |  | Guglielmo V di Nassau-Dillenburg |  |  | …         |  |
|                                     |                                  | …                                  |                            |  |  |       |  |  | Guglielmo V di Nassau-Dillenburg |  |  |           |  |
| Guglielmo I di Nassau-Dillenburg    |                                  |                                    |                            |  |  |       |  |  | Guglielmo V di Nassau-Dillenburg |  |  |           |  |
|                                     |                                  | Elisabetta d'Assia-Marburg         | Enrico III d'Assia-Marburg |  |  |       |  |  |                                  |  |  |           |  |
|                                     |                                  | Elisabetta d'Assia-Marburg         | Enrico III d'Assia-Marburg |  |  |       |  |  |                                  |  |  |           |  |
|                                     |                                  | Elisabetta d'Assia-Marburg         | Anna di Katzenelnbogen     |  |  |       |  |  |                                  |  |  |           |  |
| Giovanni VI di Nassau-Dillenburg    |                                  | Elisabetta d'Assia-Marburg         |                            |  |  |       |  |  |                                  |  |  |           |  |
|                                     |                                  | Botho VIII di Stolberg-Wernigerode | …                          |  |  |       |  |  |                                  |  |  |           |  |
|                                     |                                  | Botho VIII di Stolberg-Wernigerode | …                          |  |  |       |  |  |                                  |  |  |           |  |
|                                     |                                  | Botho VIII di Stolberg-Wernigerode | …                          |  |  |       |  |  |                                  |  |  |           |  |
| Giuliana di Stolberg-Wernigerode    |                                  | Botho VIII di Stolberg-Wernigerode |                            |  |  |       |  |  |                                  |  |  |           |  |
|                                     |                                  | Anna di Epppstein-Königstein       | …                          |  |  |       |  |  |                                  |  |  |           |  |
|                                     |                                  | Anna di Epppstein-Königstein       | …                          |  |  |       |  |  |                                  |  |  |           |  |
|                                     |                                  | Anna di Epppstein-Königstein       | …                          |  |  |       |  |  |                                  |  |  |           |  |
| Giovanni Ludovico di Nassau-Hadamar |                                  | Anna di Epppstein-Königstein       |                            |  |  |       |  |  |                                  |  |  |           |  |
|                                     | Guglielmo I di Sayn-Wittgenstein | …                                  |                            |  |  |       |  |  |                                  |  |  |           |  |
|                                     | Guglielmo I di Sayn-Wittgenstein | …                                  |                            |  |  |       |  |  |                                  |  |  |           |  |
|                                     | Guglielmo I di Sayn-Wittgenstein | …                                  |                            |  |  |       |  |  |                                  |  |  |           |  |
| Ludovico I di Sayn-Wittgenstein     | Guglielmo I di Sayn-Wittgenstein |                                    |                            |  |  |       |  |  |                                  |  |  |           |  |
|                                     |                                  | Giovannetta di Isenburg-Neumagen   | …                          |  |  |       |  |  |                                  |  |  |           |  |
|                                     |                                  | Giovannetta di Isenburg-Neumagen   | …                          |  |  |       |  |  |                                  |  |  |           |  |
|                                     |                                  | Giovannetta di Isenburg-Neumagen   | …                          |  |  |       |  |  |                                  |  |  |           |  |
| Giovannetta di Sayn-Wittgenstein    |                                  | Giovannetta di Isenburg-Neumagen   |                            |  |  |       |  |  |                                  |  |  |           |  |
|                                     |                                  | …                                  | …                          |  |  |       |  |  |                                  |  |  |           |  |
|                                     |                                  | …                                  | …                          |  |  |       |  |  |                                  |  |  |           |  |
|                                     |                                  | …                                  | …                          |  |  |       |  |  |                                  |  |  |           |  |
| Anna di Solms-Braunfels             |                                  | …                                  |                            |  |  |       |  |  |                                  |  |  |           |  |
|                                     |                                  | …                                  | …                          |  |  |       |  |  |                                  |  |  |           |  |
|                                     |                                  | …                                  | …                          |  |  |       |  |  |                                  |  |  |           |  |
|                                     |                                  | …                                  | …                          |  |  |       |  |  |                                  |  |  |           |  |
|                                     |                                  | …                                  |                            |  |  |       |  |  |                                  |  |  |           |  |